# Warren Spahn
Warren Edward Spahn (ur. 23 kwietnia 1921, zm. 24 listopada 2003) – amerykański baseballista, który występował na pozycji miotacza przez 21 sezonów w Major League Baseball.
Spahn podpisał kontrakt jako wolny agent z Boston Bees w czerwcu 1940 roku (klub zmienił nazwę na Boston Braves w 1941), w którym zadebiutował 19 kwietnia 1942 w meczu przeciwko New York Giants. Podczas II wojny światowej (od grudnia 1942 do maja 1945) służył w U.S. Army w stopniu porucznika; brał udział w między innymi Bitwie o Ardeny.
W sezonie 1946 po raz pierwszy wystąpił w Mecz Gwiazd MLB i po raz pierwszy miał najlepszy w lidze ERA (zwyciężył w tej klasyfikacji również w 1953 i 1961 roku). Jako zawodnik Braves ośmiokrotnie zaliczył najwięcej zwycięstw (1949, 1950, 1953, 1957–1961) i czterokrotnie zaliczył najwięcej strikeoutów (1949–1952). W 1957 zagrał w dwóch meczach World Series, w których Braves pokonali New York Yankees 4–3 w serii best-of-seven. W tym samym roku otrzymał nagrodę Cy Young Award dla najlepszego miotacza w MLB.
Spahn rozegrał dwa no-hittery; pierwszego 16 września 1960 w meczu przeciwko Philadelphia Phillies, drugiego 28 kwietnia 1961 w spotkaniu z San Francisco Giants. 11 sierpnia 1961 zaliczył 300. zwycięstwo w karierze jako trzynasty baseballista w historii MLB. W listopadzie 1964 przeszedł do New York Mets, zaś w lipcu 1965 do San Francisco Giants. Po raz ostatni zagrał 1 października 1965 mając 44 lata.
W późniejszym okresie był między innymi menadżerem Tulsa Oilers, klubu farmerskiego St. Louis Cardinals i trenerem miotaczy w Cleveland Indians. W 1973 został uhonorowany członkostwem w Baseball Hall of Fame. Zmarł 24 listopada 2003 roku.
| Nagroda/wyróżnienie                    | Lata | Źródło |
| 17× All-Star                           | 1947, 1949, 1950, 1951, 1952, 1953, 1954, 1956, 1957, 1958, 1959¹, 1959², 1961¹, 1961², 1962¹, 1962², 1963 | [ 2 ]  |
| Cy Young Award                         | 1957 | [ 5 ]  |
| Zwycięzca w World Series               | 1957 | [ 4 ]  |
| Lou Gehrig Memorial Award              | 1961 | [ 8 ]  |
| 300 win club                           | | [ 9 ]  |
| Major League Baseball All-Century Team | | [ 10 ] |
| Baseball Hall of Fame                  | od 1973 | [ 7 ]  |
| # 21 zastrzeżony przez Braves          | 1965 | [ 11 ] |